# Liste der Biografien/Grut
Liste der Biografien |
Portal Biografien |
Personensuche
# |
A |
B |
C |
D |
E |
F |
G |
H |
I |
J |
K |
L |
M |
N |
O |
P |
Q |
R |
S |
T |
U |
V |
W |
X |
Y |
Z |
?
 
Ga |
Gb |
Gc |
Gd |
Ge |
Gf |
Gh |
Gi |
Gj |
Gk |
Gl |
Gm |
Gn |
Go |
Gp |
Gq |
Gr |
Gs |
Gu |
Gv |
Gw |
Gy |
Gz
 
Gra |
Grb–Grd |
Gre |
Grg |
Gri |
Grj |
Grk |
Grl |
Grm |
Gro |
Grs |
Gru |
Gry |
Grz
 
Grua |
Grub |
Gruc |
Grud |
Grue |
Gruf |
Grug |
Gruh |
Grui |
Gruj |
Grul |
Grum |
Grun |
Gruo |
Grup |
Grus |
Grut |
Gruv |
Gruw |
Gruy |
Gruz
Die Liste der Biografien führt alle Personen auf, die in der deutschsprachigen Wikipedia einen Artikel haben. Dieses ist eine Teilliste mit 94 Einträgen von Personen, deren Namen mit den Buchstaben „Grut“ beginnt.

## Grut
- Grut, William (1914–2012), schwedischer Moderner Fünfkämpfer

### Grute
- Grüter, Alexander (1907–1989), deutscher Filmproduzent
- Grüter, Benjamin (* 1974), Schweizer Schauspieler
- Grüter, Franz (* 1875), deutscher Politiker (Wirtschaftspartei), MdL
- Grüter, Franz (* 1963), Schweizer Unternehmer und Politiker (SVP)Franz Grüter (* 1963)

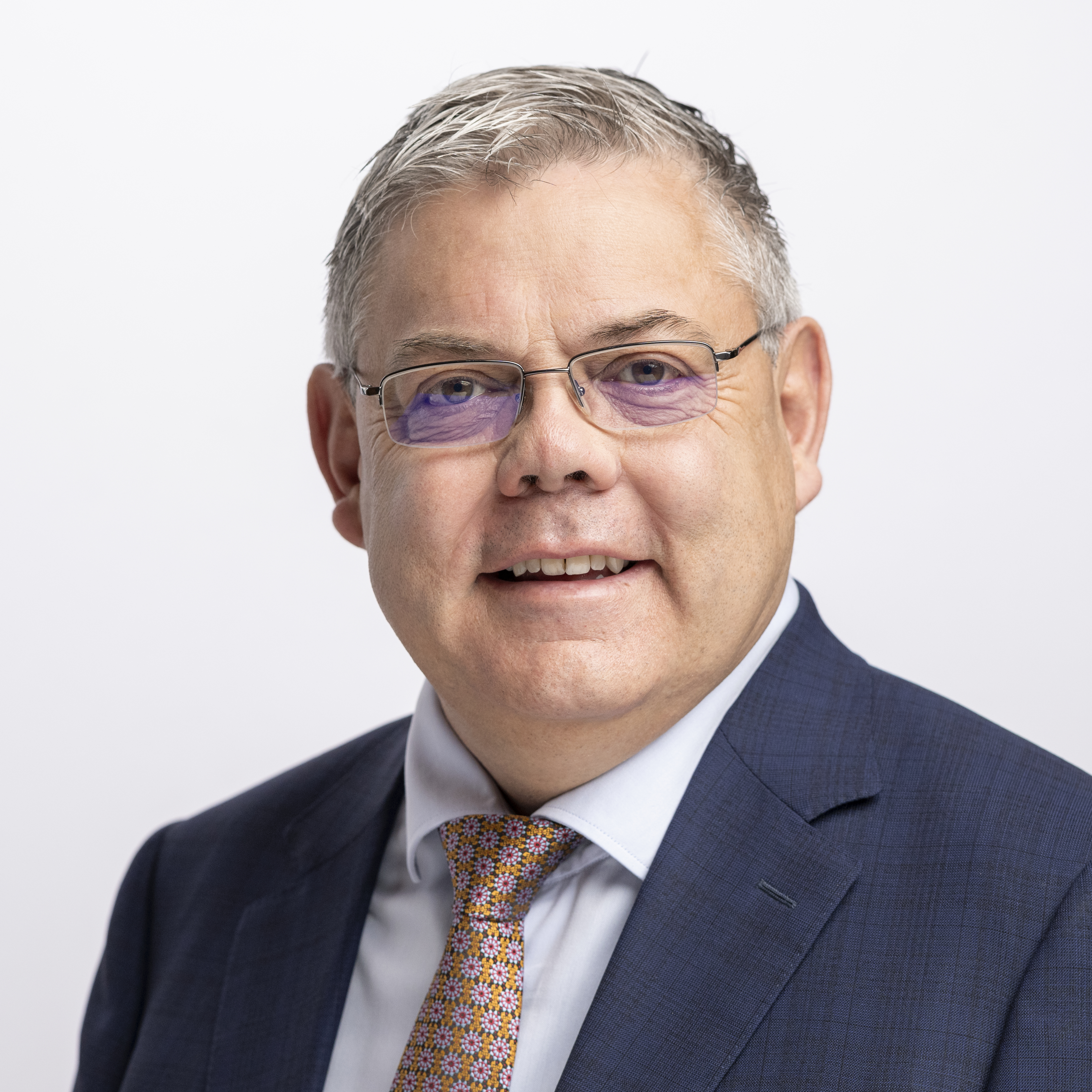
Franz Grüter (* 1963)

- Gruter, Heinrich († 1524), deutscher Kaufmann und Lübecker Ratsherr
- Gruter, Jan (1560–1627), Schriftsteller und Polyhistor
- Grüter, Jonas (* 1986), deutscher Fußballspieler
- Grüter, Karl (1920–2006), deutscher Politiker (CDU), MdL
- Gruter, Konrad, Verfasser einer Schrift über Mechanik
- Grüter, Kurt (* 1937), Schweizer Bergsteiger
- Grüter, Max (* 1955), Schweizer Künstler
- Grüter, Rosanna (* 1984), Schweizer Journalistin
- Grüter, Thomas (* 1957), deutscher Arzt und Sachbuchautor
- Grüter, Thomas (* 1964), Schweizer Politiker
- Grüter, Thomas (* 1966), Schweizer Fussballspieler
- Grüter, Wilhelm (1882–1963), deutscher Ophthalmologe in Marburg
- Grüter-Andrew, Cory (* 2001), kanadischer Schauspieler mit deutschen Wurzeln
- Grütering, Heinrich (1834–1901), deutscher Jurist und Politiker (Zentrum), MdR
- Grütering, Isa (* 1976), ostdeutsche Autorin, Unternehmerin und Aktivistin
- Grütering, Philipp (* 1974), deutscher Musiker und RapperPhilipp Grütering (* 1974)

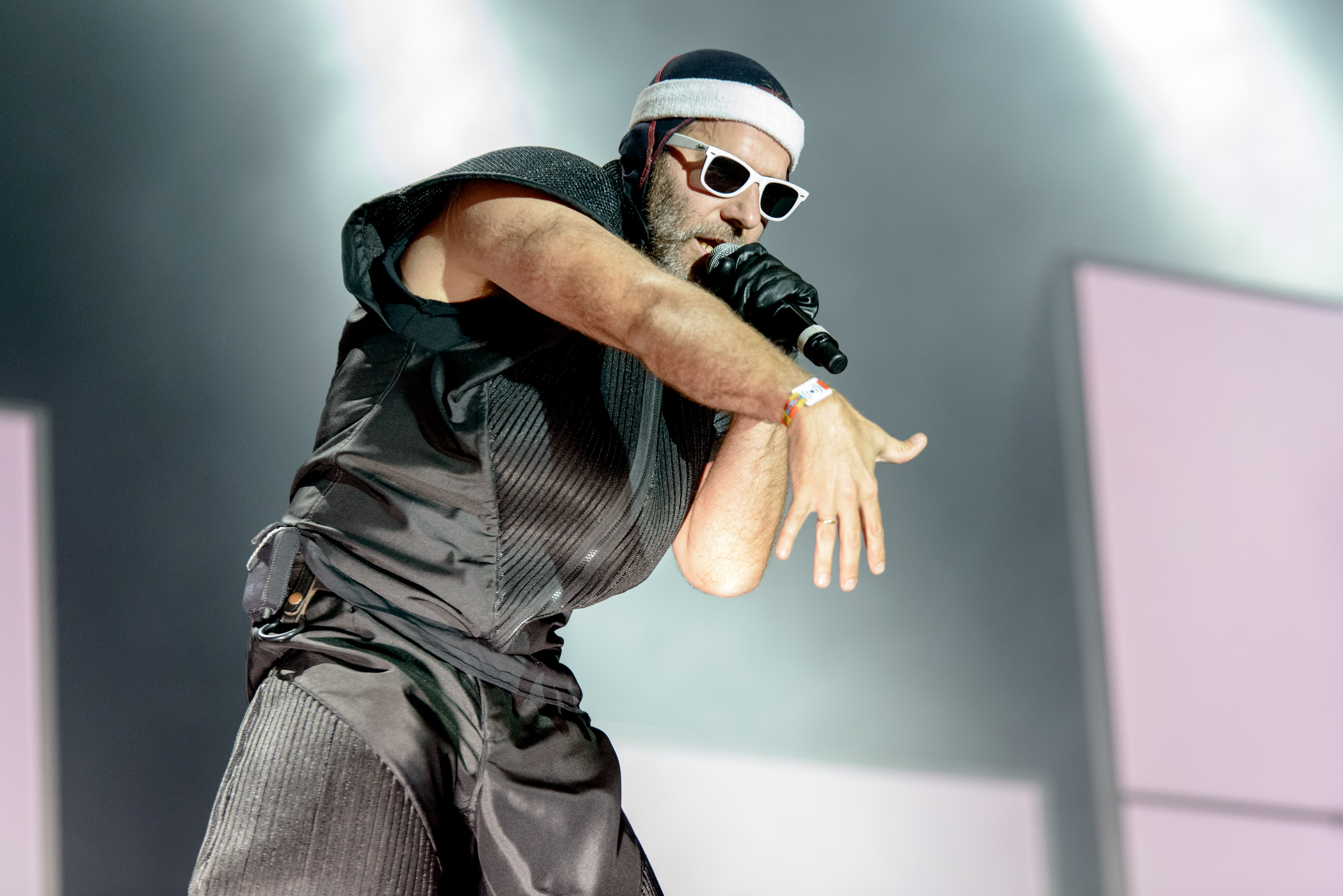
Philipp Grütering (* 1974)

- Gruters von Wachtendonk, Winnemar († 1466), Priester, Offizial und Generalvikar des Erzbistums Köln
- Grüters, Hugo (1851–1928), deutscher Dirigent, Geiger und Komponist
- Grüters, Walter (1899–1974), deutscher Schauspieler, Hörspielsprecher und -regisseur
- Grüters-Kieslich, Annette (* 1954), deutsche Ärztin

### Gruth
- Grüth, Johann Christoph vom († 1564), Schweizer Benediktinermönch, Abt des Klosters Muri
- Grüth, Meliora vom († 1599), Schweizer Benediktinerin und Meisterin des Klosters Hermetschwil
- Gruthuysen, Robert († 1157), Abt von Clairvaux, Seliger

### Grutk
- Grutka, Andrew Gregory (1908–1993), US-amerikanischer Geistlicher, Bischof von Gary

### Gruts
- Grutsch, Dietmar (* 1937), deutscher Fußballspieler und -trainer
- Grutsch, Franz von (1810–1882), österreichischer Autor, Lokalpolitiker und Förderer der Landwirtschaft
- Grutsch, Lambert (1914–1995), österreichischer Gerechter unter den Völkern
- Grutschnigg, Johann (1808–1861), österreichischer Realitätenbesitzer und Politiker, Landtagsabgeordneter
- Grutschreiber, Alexander von (1849–1902), preußischer Generalmajor, Kommandeur der 5. Infanterie-Brigade

### Grutt
- Grüttefien, Ernst August Leopold (1837–1890), deutscher Architekt und Eisenbahnbaumeister
- Grüttefien-Kiekebusch, Elisabeth (1871–1954), deutsche Landschaftsmalerin
- Grüttemeier, Tim (* 1980), deutscher Politiker (CDU)
- Grütter, Alfred (1860–1937), Schweizer Sportschütze
- Grütter, Friedrich (1820–1899), deutscher Kommunalpolitiker, Amtsvogt, Bürgermeister von Walsrode, Schriftsteller und Journalist
- Grütter, Fritz (1901–1984), Schweizer Politiker (SP)
- Grütter, Heinrich Theodor (* 1957), deutscher Historiker und Kulturwissenschaftler
- Grütter, Johann Baptist (1849–1921), Schweizer Bankdirektor
- Grütter, Louise (1879–1959), Schweizer Lehrerin und Frauenrechtlerin
- Grütter, Martin (* 1983), deutscher Komponist und Pianist
- Grütter, Peter (* 1942), Schweizer Eiskunstläufer und Eiskunstlauftrainer
- Grütter, Theodor (1824–1901), deutscher Zeichner und Berufsfotograf
- Grütter, Tina (* 1942), Schweizer Kunsthistorikerin, Kuratorin, Ausstellungsmacherin, Redakteurin und Autorin
- Grütters, Monika (* 1962), deutsche Politikerin (CDU), MdBMonika Grütters (* 1962)

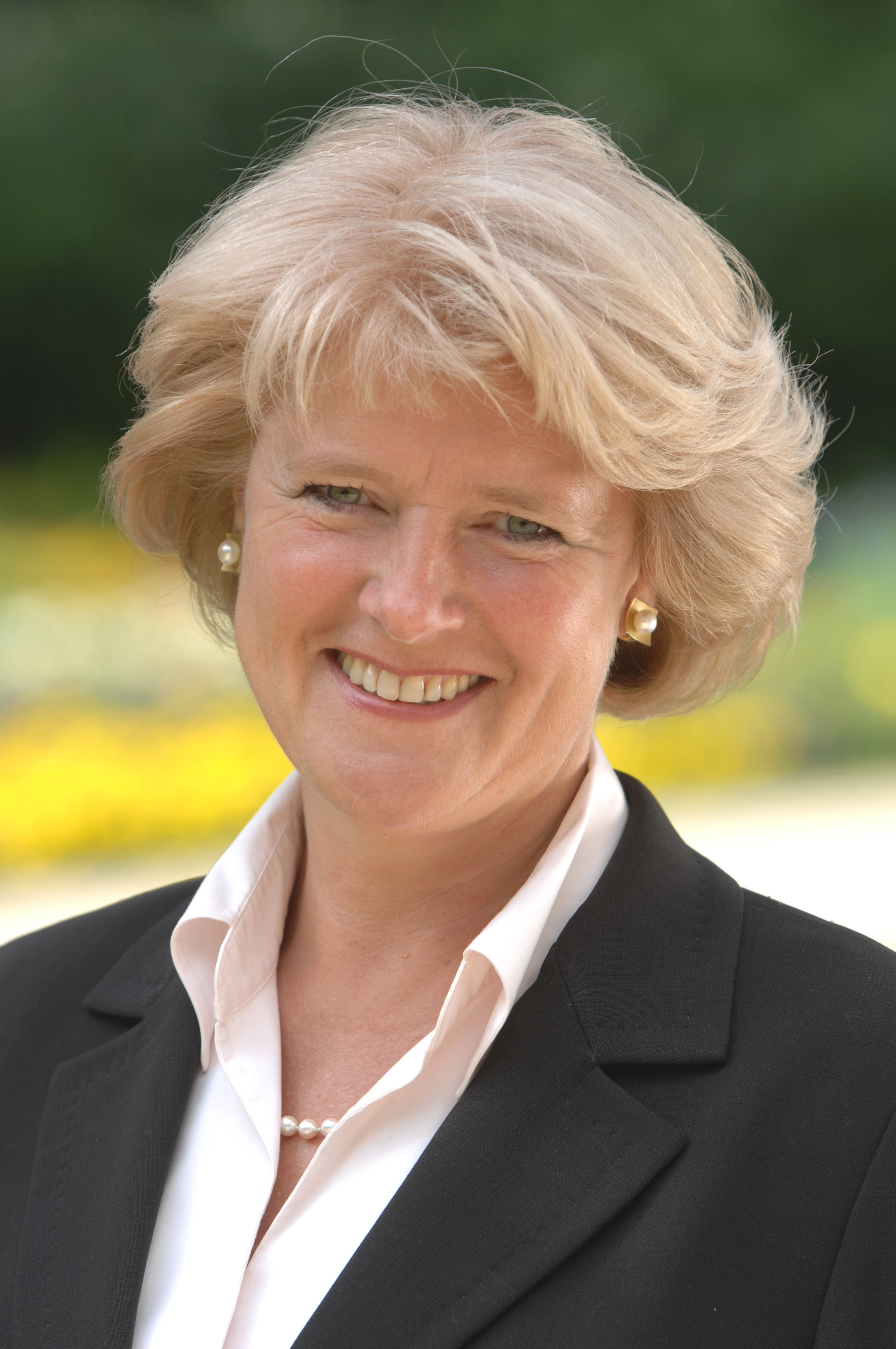
Monika Grütters (* 1962)

- Grüttgen, Friedrich (1906–1941), deutscher Politiker (NSDAP), MdR
- Gruttmann, Joy (* 1995), deutsche Popsängerin
- Grüttner Bacoul, Joanic (* 1995), deutsch-französischer Basketballspieler
- Grüttner, Bruno (1896–1981), deutscher Politiker (SPD), Mitglied der Stadtverordnetenversammlung von Groß-Berlin
- Grüttner, Erhard (* 1938), deutscher Grafiker, Plakatkünstler und Hochschullehrer
- Grüttner, Frank (1940–2019), deutscher Maler des Surrealismus
- Grüttner, Franz Xaver (1885–1953), österreichischer Bankbeamter, Sozialdemokrat, Gewerkschafter, Kommunalpolitiker, Widerstandskämpfer und Bürgermeister der Stadt Wels (1946–1949)
- Grüttner, Konrad (1894–1982), sächsischer Mundartdichter
- Grüttner, Marco (* 1985), deutscher Fußballspieler
- Grüttner, Michael (* 1953), deutscher Historiker
- Grüttner, Richard (1854–1919), deutscher Bildhauer
- Grüttner, Roswitha (* 1939), deutsche Malerin und Grafikerin
- Grüttner, Rudolf (* 1933), deutscher Gebrauchsgrafiker und Briefmarkenkünstler
- Grüttner, Stefan (* 1956), deutscher Politiker (CDU), MdL
- Gruttschreiber, Adam Leopold von (1735–1789), königlich preußischer Oberst und Kommandant des Kürassier-Regiments Nr. 1

### Grutz
- Grützbach, Frank (* 1943), deutscher Drehbuchautor, Filmregisseur und Schriftsteller
- Grützbauch, Ruth (* 1978), österreichische Astronomin
- Grutzeck, Andreas (* 1962), deutscher Politiker (CDU), MdHB
- Grützemann, Hans (1928–2005), deutscher Fußballspieler
- Grützke, Gerhard (1908–1981), deutscher Politiker (SPD), MdA
- Grützke, Johannes (1937–2017), deutscher Maler, Zeichner, Grafiker und MedailleurJohannes Grützke (1937–2017)

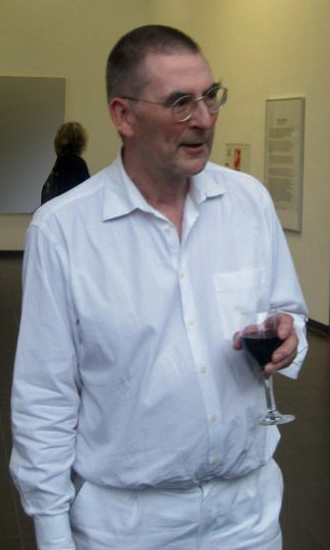
Johannes Grützke (1937–2017)

- Grützmacher, Curt (1928–2010), deutscher Kunsthistoriker
- Grützmacher, Friedel (* 1942), deutsche Politikerin (Grüne), MdL
- Grützmacher, Friedrich (1832–1903), deutscher Cellist und Komponist
- Grützmacher, Friedrich der Jüngere (1866–1919), deutscher Cellist
- Grützmacher, Georg (1866–1939), deutscher evangelischer Theologe, Kirchenhistoriker und Hochschullehrer
- Grützmacher, Hansjörg (* 1959), deutscher Chemiker und Hochschullehrer für Anorganische Chemie
- Grützmacher, Leopold (1835–1900), deutscher Cellist und Komponist
- Grützmacher, Martin (1901–1994), deutscher Physiker und Experte für Akustik bei der Physikalisch-Technischen Bundesanstalt (PTB)
- Grützmacher, Richard (1876–1959), evangelischer Theologe und Hochschullehrer
- Grützmacher, Robert (1891–1970), deutscher Politiker (SPD), Mitglied der Stadtverordnetenversammlung von Groß-Berlin
- Grützmacher, Sabine (* 1986), deutsche Politikerin (Bündnis 90/Die Grünen), MdB
- Grützmann, Angela (1937–2023), deutsche Politikerin (SPD)
- Grützmann, Karl Georg Paul (1856–1933), deutscher Jurist, Präsident des Oberlandesgerichts Dresden
- Grützmann, Susanne (* 1964), deutsche Pianistin
- Grützner, Eduard von (1846–1925), deutscher GenremalerEduard von Grützner (1846–1925)

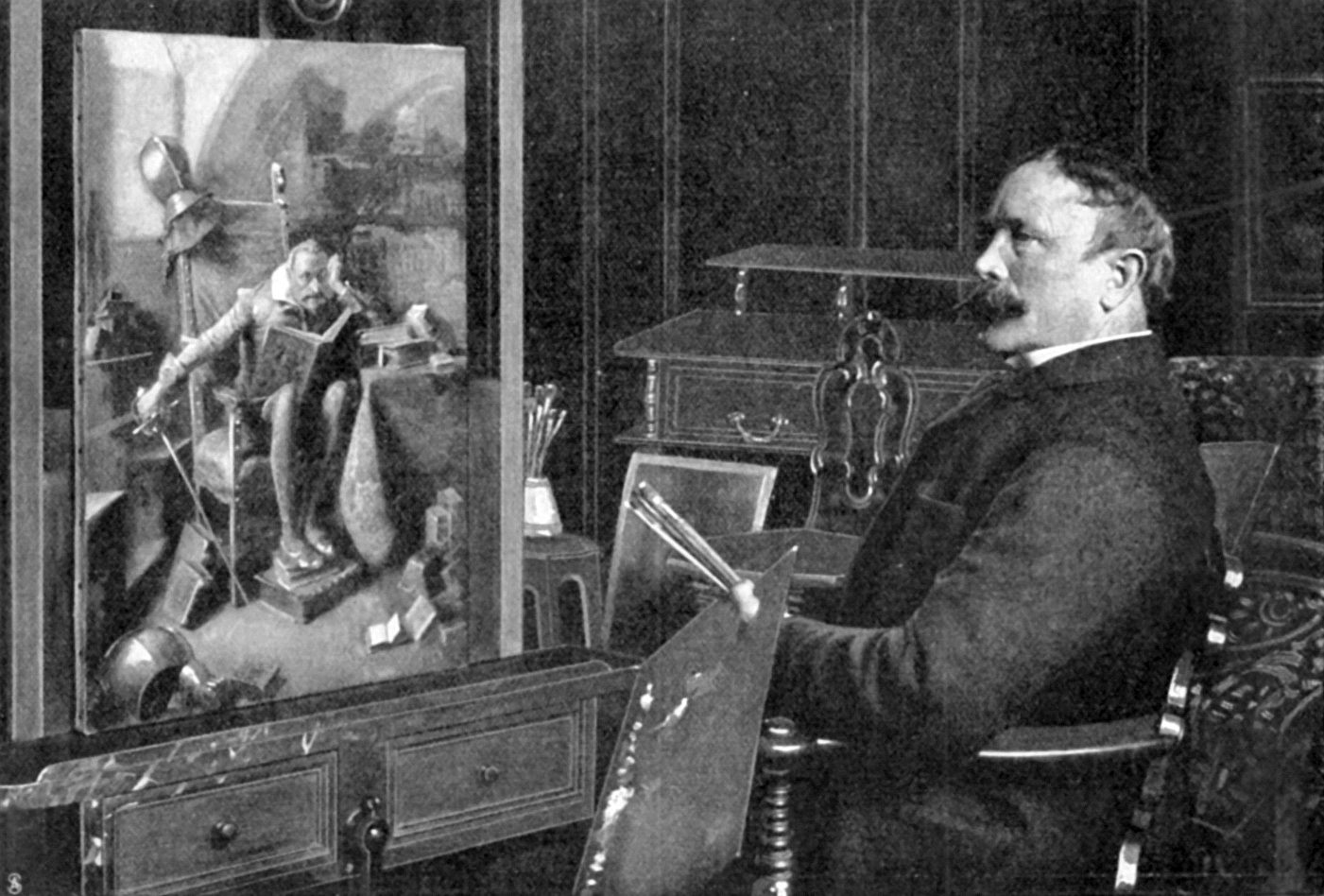
Eduard von Grützner (1846–1925)

- Grützner, Emil (1841–1888), deutscher Industrieller und Politiker, MdR
- Grützner, Erich (1910–2001), deutscher FDGB- und SED-Funktionär, MdV, Mitglied des Staatsrates der DDR
- Grützner, Heinrich (1905–1974), deutscher Jurist
- Grützner, Henriette Fee (* 1987), deutsche Journalistin, Schauspielerin und Moderatorin
- Grützner, Lothar (1926–2018), deutscher Schauspieler und Synchronsprecher
- Grützner, Paul von (1847–1919), deutscher Physiologe
- Grützner, Rosemarie, deutsche Kommunalpolitikerin (SPD)
- Grützner, Stefan (* 1948), deutscher Gewichtheber
- Grützner, Walther (1881–1951), deutscher Verwaltungsjurist
- Grutzpalk, Jonas (* 1972), deutscher Soziologe und Politikwissenschaftler